# Anne Riemersma
Anne Riemersma is een Nederlands voormalig wielrenster. 
Riemersma was gespecialiseerd in het baanwielrennen maar deed ook veelvuldig mee aan criteriums op de weg, waarvan ze er acht wist te winnen. Ondanks dat ze pas op 18-jarige leeftijd begon met wielrennen werd ze in 1975 derde op het Nederlands kampioenschap baanwielrennen voor elite op de sprint Dit herhaalde ze in 1976 en 1977. In 1977 werd ze tevens tweede op het omnium. In 1978, werd ze tweede op de sprint maar werd ze wel kampioen op de achtervolging en het omnium. In 1979 eindigde ze wederom als tweede op het omnium maar werd ze wederom kampioen in de achtervolging. Ze werd in 1980 nog een laatste keer kampioen op dit onderdeel.
Daarnaast wist ze driemaal een podiumplaats te behalen op de wereldkampioenschappen. In zowel 1977, 1978 als 1979 werd ze tweede op de achtervolging.
Haar carrière kwam ten einde toen ze tijdens een training in de winter van 1980/81 ten val kwam en enkele ruggenwervels beschadigde. Ze moest een jaar revalideren en besloot om te stoppen met professioneel wielrennen.
Anne Riemersma is getrouwd met oud-wielrenner Gerrit Möhlmann. Samen hebben ze twee kinderen, Peter Möhlmann en Pleuni Möhlmann. Ze is de dochter van Sjerp Riemersma.

## Belangrijkste overwinningen
1975
- Criterium van Schijndel

1976
- Criterium van Vught Baarzen

1978
- Nederlands kampioene achtervolging bij de elite
- Nederlands kampioene omnium bij de elite
- Fries kampioene op de weg
- Criterium van Usquert
- Criterium van Wernhout

1979
- Nederlands kampioene achtervolging bij de elite
- Criterium van Berlikum
- Criterium van Zwijndrecht

1980
- Nederlands kampioene achtervolging bij de elite
- Criterium van Vaassen
- Criterium van Vriezeveen

## Grote ronden
Geen